# 슈필라인 확장정리
슈필라인 확장정리(영어: Szpilrajn extension theorem) 또는 마르체프스키 확장정리(Marczewski extension theorem)는 집합론의 정리로, 선택 공리의 많은 응용 사례 중 하나이다.

## 정의
임의의 집합 {\displaystyle X} 및 이항 관계 {\displaystyle R\subset X^{2}}에 대하여, 다음 두 조건들이 성립한다고 하자.
- (추이관계) 임의의 {\displaystyle x,y,z\in X}에 대하여, {\displaystyle xRy}이며 {\displaystyle yRz}라면 {\displaystyle xRz}
- (비반사 관계) 임의의 {\displaystyle x\in X}에 대하여, {\displaystyle \lnot (xRx)}

슈필라인 확장정리에 따르면, 다음 네 조건들을 만족시키는 이항 관계 {\displaystyle {\tilde {R}}\subset X^{2}}가 존재한다.
- (추이관계) 임의의 {\displaystyle x,y,z\in X}에 대하여, {\displaystyle x{\tilde {R}}y}이며 {\displaystyle y{\tilde {R}}z}라면 {\displaystyle x{\tilde {R}}z}
- (비반사 관계) 임의의 {\displaystyle x\in X}에 대하여, {\displaystyle \lnot (x{\tilde {R}}x)}
- (확장성) 임의의 {\displaystyle x,y\in X}에 대하여, {\displaystyle xRy}라면 {\displaystyle x{\tilde {R}}y}
- (완전 관계) 임의 {\displaystyle x,y\in X}에 대하여, {\displaystyle x{\tilde {R}}y}이거나 {\displaystyle y{\tilde {R}}x}

## 예
예를 들어,
{\displaystyle X=\{1,2,3\}}
{\displaystyle R=\{(1,2),(2,3),(1,3)\}}
이라면, {\displaystyle R}는 이미 비반사 추이 완전 관계이므로, 슈필라인 확장 정리는 자명하게 성립한다.
다른 예로
{\displaystyle X=\{1,2,3,4\}}
{\displaystyle R=\{(1,2),(2,3),(1,3),(1,4)\}}
라 하자. 이는 비반사 추이 관계이나, 완전 관계가 아니다. 그렇다면 슈필라인 확장 정리에 따라서 이 관계의 비반사 추이 완전 확장이 존재한다. 이러한 확장은 유일하지 않으며, 아래의 {\displaystyle {\tilde {R}}}와 {\displaystyle {\tilde {R}}'} 둘 다 이 조건을 만족시킨다.
{\displaystyle {\tilde {R}}=\{(1,2),(2,3),(1,3),(1,4),(2,4),(3,4)\}}
{\displaystyle {\tilde {R}}'=\{(1,2),(2,3),(1,3),(1,4),(4,2),(4,3)\}}

## 역사
바르샤바 학파에 속하는 폴란드인 수학자 에드바르트 마르체프스키(Edward Marczewski, 1907년 - 1976년)가 입안하였다. '슈필라인'이라는 이름이 붙은 것은 1940년까지 마르체프스키의 성이 슈필라인이었는데, 이 시기인 1930년에 정리가 출판되었기 때문이다.